# Ljubljana Silverhawks
Die Ljubljana Silverhawks sind ein slowenisches American-Football-Team, das 2002 gegründet wurde. Mit dem Gewinn aller sechs bisherigen slowenischen Meisterschaften sind die Silverhawks das unumstrittene Spitzenteam Sloweniens. Die Silverhawks sind Gründungsmitglied der Southeastern European League of American Football. In der Saison 2016 spielten die Silverhawks in der Austrian Football League und erreichten dort die Play-offs. Ein Jahr später wiederholten sie diesen Erfolg und beendeten den Grunddurchgang als drittplatziertes Team. Zum Ende ihrer dritten AFL-Saison zogen sie sich aufgrund finanzieller Schwierigkeiten aus dem österreichischen Ligasystem zurück.